# Денисівська сільська рада (Білогірський район)
49°55′37″ пн. ш. 26°27′13″ сх. д. / 49.92694° пн. ш. 26.45361° сх. д.

Денисівська сільська́ ра́да — колишня територіально-адміністративна одиниця ліквідованого Білогірського району Хмельницької області, Україна. Центром сільради було село Денисівка. Рада утворена у 1921 році. У 2020 році приєднана до складу Білогірської селищної громади.

## Основні дані
Сільська рада розташована у південно-східній частині Білогірського району, на південний схід від районного центру Білогір'я, на берегах невеликої річки Семенівка (23 км).
Населення сільської ради становить — 896 осіб (2001). Загальна площа населених пунктів — 4,02 км², сільської ради, в цілому — 25,66 км². Середня щільність населення — 34,92 осіб/км².

### Населення
Зміна чисельності населення за даними переписів і щорічних оцінок:
| Роки      | 1986  | 2001 | 2010 | 2011 |
| --------- | ----- | ---- | ---- | ---- |
| Населення | 1 730 | ▼896 | ▼808 | ▼803 |

## Адміністративний поділ
Денисівській сільській раді підпорядковуються 3 населених пункти, села:
- Денисівка
- Данилівка
- Калинівка

## Господарська діяльність
Основним видом господарської діяльності населених пунктів сільської ради є сільськогосподарське виробництво. Воно складається із ТОВ «Маяк» та індивідуальних присадибних селянських господарств. Основним видом сільськогосподарської діяльності є вирощування зернових культур, виробництво м'ясо-молочної продукції; допоміжним — вирощування овочевих культур.
На території сільради працює п'ять магазинів, загально-освітня школа I–II ст., дитячий садок, будинок культури, Денисівське поштове відділення, АТС, фельдшерсько-акушерський пункт (ФАП), млин, водогін — 4,6 км. Газифіковано всі три населенні пункти сільської ради.
На території сільради діє церква «Святої Покрови» Української православної церкви.

## Автошляхи та залізниці
Через села сільради, із півдня на північ, проходить автомобільний шлях регіонального значення: Кам'янець-Подільський — Білогір'я (Р48).
Протяжність комунальних автомобільних шляхів становить 7,6 км, з них:
- із твердим покриттям — 2,9 км;
- із асфальтним покриттям — 2,6 км;
- із ґрунтовим покриттям — 2,1 км.

Протяжність доріг загального користування 7 км:
- із твердим покриттям — 3,5 км;
- із асфальтним покриттям — 3,5 км;

Найближча залізнична станція: Суховоля (в Білогір'ї), розташована на залізничній лінії Шепетівка-Подільська — Тернопіль.

## Річки
Територією сільської ради, із південного сходу на північний захід, протікає невелика річка Семенівка, права притока Полкви (басейн Горині→Прип'яті).